# 埃利奧特角
65°52′S 102°35′E / 65.867°S 102.583°E
埃利奧特角（英語：Cape Elliott）是南極洲的海角，位於威爾克斯地的沙克爾頓冰架，處於鮑曼島西南面52公里，該海角根據美國海軍的空中照片被繪入地圖。
 本条目引用的公有领域材料来自美国地质调查局的文档《Elliott, Cape》 （資料來自地名信息系统）。